# Cercocebus galeritus
Il cercocebo del fiume Tana (Cercocebus galeritus Peters, 1879) è una specie di primate della famiglia Cercopithecidae. In passato considerato una sottospecie, è attualmente accettato come specie  a sé stante.

## Descrizione
È una scimmia snella dalla lunga coda. Il colore del corpo è grigio giallastro sul lato dorsale e più chiaro su quello ventrale. Ha un ciuffo scuro sulla sommità del capo e anche scura è la metà posteriore della coda.

## Distribuzione e habitat
È endemico delle chiazze di foresta rivierasca lungo il corso inferiore del fiume Tana, nel Kenya sudorientale.

## Biologia
L'attività è diurna e si svolge sia sugli alberi sia al suolo. La dieta è varia e comprende frutta, vari altri alimenti vegetali, insetti e anche animali come lucertole e rane.
Vive in gruppi territoriali formati da 15 a 30 individui, che contengono più maschi, un numero maggiore di femmine e cuccioli.

## Conservazione
La Lista Rossa dell'IUCN classifica Cercocebus galeritus come specie in pericolo di estinzione (Endangered).
La popolazione attuale è stimata tra 1000 e 2000 individui e l'estensione dell'areale non supera i 26 km². Essendo minacciato dalla distruzione e dal degrado dell'habitat, aumentati molto in anni recenti, è considerato tra i primati a maggior rischio di estinzione.